# Græsk-romersk brydning
Græsk-romersk brydning er en de oprindelige olympiske discipliner. I de antikke lege var brydning den største og mest prestigefyldte disciplin, på linje med mændenes 100 m finale i sprint i dag.
Da brydning kom med på det antikke olympiske program i 776 f.kr var det allerede en ældgammel sport. På egyptiske vægmalerier der er mere end 5000 år gamle kan man se mænd der brydes.
I det moderne OL, der startede i Athen i 1896, var brydning med fra starten. Og fra 1920 i Antwerpen er der blevet brydet i to discipliner, græsk-romersk og fristil.
Den første store ændring siden da kom i Athen 2004, hvor kvinderne var med for første gang.
Danmark har i perioden 1906 – 1948 vundet ikke mindre end 12 medaljer i græsk-romersk brydning. Siden da har det været sparsomt med de danske resultater i sporten.

## Regler
Kampen startes fra cirklens midte og målet er at få modstanderen i gulvet med begge skuldre i berøring med madrassen (Fald). Der gives fra et til fem point for hver greb eller kast. Hvis der ved den fastsatte kamptids udløb endnu ikke er fundet en vinder, ved at en af bryderne har været i gulvet med begge skuldre samtidig, så vinder den der har scoret flest point.
Der brydes bedste ud af 2 perioder og hver periode varer 3 minutter. Man vinder en periode på point eller ved at have 8 eller flere overskydende point. Hvis man får modstanderen i fald er kampen slut, ligegyldigt hvornår dette sker.
I græsk-romersk brydning er det ikke tilladt at angribe sin modstanders ben, og man må heller ikke benytte sine ben til at nedlægge modstanderen.
Vægtklasserne består ved 55 kg. 60, 66, 74, 84, 96 og 120 kg for senior

## Udstyr
Brydning udkæmpes på en 12m x 12m stor madras, hvor der i midten er markeret en cirkelformet kampzone, der er 9m i diameter.
Kæmperne er iført trikoer, typisk i rød og blå. Kvindernes trikoter adskiller sig ved at den blå istedt er lilla
Kampen styres af en kampleder, der sammen med en pointdommer giver point for de forskellige greb og kast.

## Danske OL-medaljer
- Søren Marinus Jensen
  - Guld – OL 1906 (sværvægt)
  - Guld – OL 1906 (åben klasse)
  - Bronze – OL 1908 (sværvægt)
  - Bronze – OL 1912(sværvægt)

- Karl Karlsen
  - Sølv – OL 1906 (letvægt)

- Robert Behrens
  - Bronze – OL 1906 (mellemvægt)

- Carl Jensen
  - Bronze – OL 1908 (letsværvægt)

- Anders Andersen
  - Bronze – OL 1908 (mellemvægt)

- Poul Hansen
  - Sølv – OL 1920 (sværvægt)

- Johannes Eriksen
  - Bronze – OL 1920 (letsværvægt)

- Abraham Kurland
  - Sølv – OL 1932 (letvægt)

- Henrik Hansen
  - Bronze – OL 1948 (weltervægt)

- Mark Overgaard Madsen
  - Sølv – OL 2016 (weltervægt)
- Turpal Bisultanov
  - Bronze - OL 2024